# Sandinista!
Sandinista! ist das vierte Musikalbum der Band The Clash. Es erschien im Dezember 1980 als Dreifachalbum mit insgesamt 36 Liedern, sechs auf jeder Seite der Platte.

## Entstehung
Das Album wurde größtenteils 1980 in London, Manchester, New York und auf Jamaika aufgenommen. Die Produktion übernahm die Band (genauer gesagt Mick Jones und Joe Strummer) mit Unterstützung durch Bill Price und Jeremy Green. Dub-Versionen einiger Songs sowie das Toasting wurden von Mikey Dread, der erstmals 1980 mit der Band an der Single „Bankrobber“ gearbeitet hatte, erstellt. Das Album weist klare Reggae-Einflüsse auf, was vor allem am Mitproduzenten Mikey Dread lag.
Während der Aufnahmen in New York drehte Bassist Paul Simonon einen Film und wurde kurzzeitig von Norman Watt-Roy, Bassist von Ian Dury and the Blockheads, vertreten. Dies führte dazu, dass Watt-Roy und der Keyboarder der Blockheads, Mickey Gallagher, für sich beanspruchten, Teile des Lieds „The Magnificent Seven“ komponiert zu haben. Auch Mikey Dread zeigte sich enttäuscht, dass er nicht unter den Mitwirkenden an dem Album aufgeführt wurde. Weitere Gastmusiker sind der Schauspieler Tim Curry (Stimme eines Priesters im Lied „The Sound of Sinners“), die Sängerin Ellen Foley (Mick Jones’ damalige Lebensgefährtin), der Richard-Hell-Gitarrist Ivan Julian und Tymon Dogg (Violine, Gesang und Text des Liedes „Lose This Skin“), ein Freund Strummers aus gemeinsamen Straßenmusik-Zeiten, er trat später Strummers Band The Mescaleros bei. Auch Mickey Gallaghers Kinder hatten Auftritte: seine zwei Söhne singen eine Version des Liedes „Career Opportunities“ vom Debütalbum der Band, seine Tochter Maria singt am Ende des Liedes „Broadway“ ein Fragment aus dem Lied „The Guns of Brixton“ vom Album London Calling.
Zum ersten Mal wurden als Autoren der Lieder nicht Jones und Strummer genannt, sondern der gemeinsame Name „The Clash“. Weiterhin ist es das einzige The-Clash-Album, auf dem jedes der vier Bandmitglieder einmal den Leadgesang übernimmt.
Aus den Sandinista!-Aufnahmen entstanden vier in Großbritannien erschienene Singles: „Bankrobber“ (erschien nicht auf dem Album), „The Call Up“, „Hitsville UK“ und „The Magnificent Seven“. Letztere gilt als erste britische Rap-Single und nach Blondies „Rapture“ die zweite Rap-Single einer weißen Band.
Die Dreifach-LP war, wie bereits London Calling nur durch kleinere Betrügereien der Band gegenüber der Plattenfirma möglich. Für das Album gab es zwei widersprüchliche Rechnungen, mit denen der tatsächliche Umfang des Projekts verschleiert wurde. Mehrfach ist die Geschichte zu finden, dass The Clash darum bat, ihrem Doppelalbum als Bonus eine 12"-Single beilegen zu dürfen und kurzerhand drei Platten mit normaler Länge ins Presswerk schickten, bevor die Verantwortlichen Wind von der Sache bekamen. Eine andere Geschichte erzählt, dass die Band ihre komplette Entlohnung für das Album in ebendieses steckte, um die Dreifach-LP veröffentlichen zu können.
Die Einzel-LP Sandinista Now! wurde an Presse und Rundfunk versandt. Auf Seite eins waren „Police on My Back“, „Somebody Got Murdered“, „The Call Up“, „Washington Bullets“, „Ivan Meets G.I. Joe“ und „Hitsville U.K.“ zu hören. Seite zwei enthielt „Up in Heaven (Not Only Here)“, „The Magnificent Seven“, „The Leader“, „Junco Partner“, „One More Time“ und „The Sound of Sinners“.
Der Titel bezieht sich auf die linke Guerilla-Bewegung Nicaraguas, die Sandinistas, die im Jahr zuvor den Diktator Anastasio Somoza gestürzt hatte. Die Katalog-Bezeichnung „FSLN1“ ist eine weitere Anspielung auf die Sandinistas, offiziell Frente Sandinista de Liberación Nacional (FSLN).
Das Lied „Washington Bullets“ ist eine Kritik an der imperialistischen Lateinamerika-Politik der Vereinigten Staaten, für die Chile, Nicaragua und Kuba als Beispiele aufgeführt werden. Im letzten Drittel des Liedes werden im Gegenzug die Konflikte in Afghanistan und Tibet genannt, um auch den Imperialismus der Sowjetunion und der Volksrepublik China anzuprangern. „Washington Bullets“ gilt bis heute als heftigste politische Meinungsäußerung Joe Strummers in den Liedtexten. In der Rezension des Rolling Stone wird „Washington Bullets“ zusammen mit „The Equaliser“ und „The Call Up“ als eines der Herzstücke des Albums angeführt.
Im Januar 2000 erschien die Schallplatte zusammen mit dem Rest des The Clash-Kataloges neu gemischt in einer neuen Auflage.
Ein Tribute zu diesem Album erschien 2007 unter dem Titel The Sandinista! Project. Unter anderem stammen die Beiträge von The Blizzards of 78 mit Mikey Dread, Camper Van Beethoven, Katrina Leskanich, den Mekons-Mitgliedern Jon Langford und Sally Timms, Ruby on the Vine, The Smithereens, Wreckless Eric und Steve Wynn.

## Rezeption
Einige Kritiker bemängelten, dass das Album als weniger ambitionierteres, kleineres Projekt besser geworden wäre. Andere betrachteten es als einen Durchbruch, vergleichbar mit dem White Album der Beatles.
New Musical Express (Großbritannien): „'Sandinista!' wäre allein schon wegen der schieren Menge an Material, das man sich anhören muss, eine schwierige Platte. Doch sogar nachdem man sich reingehört hat, irritiert und deprimiert einen die Platte am Ende nur.“
Melody Maker (Großbritannien): „Es gibt nur eines, das besser ist als ein Clash-Doppelalbum, und das ist ein Clash-Dreifachalbum, richtig? Falsch! [...] Was dieses Paket so enttäuschend macht, ist, dass die rohe, drängende Energie von The Clash regelrecht kastriert wurde und die verwirrende Ziellosigkeit darauf hinweist, dass die Band ins Stolpern geraten und unsicher ist, wohin es gehen soll. Die schiere Menge an Material, die hier auf einen Schlag zur Verfügung steht, kann dabei die vielen Schwächen nicht aufwiegen.“
Rolling Stone (USA): „Wohin man auch schaut, 'Sandinista!' ist eine Guerillaattacke aus Vision und Spielfreude. […] Ohne Machogehabe wie bei 'London Calling' ist 'Sandinista!' ambitionierter und geht noch weiter. War 'London Calling' noch ein Muskelspiel, das zeigen sollte, daß man im Clash-Stil mit allem durchkommen kann, sagt 'Sandinista!' zur Hölle mit dem Clash-Stil, was kostet die Welt? Mit eigentümlicher Instrumentierung (Geigen, Steeldrums, Dudelsäcke), unterschiedlichen Produktionsmethoden in unterschiedlichen Studios und mit Gastmusikern vermittelt 'Sandinista!' den verwirrenden Eindruck, daß hier nicht unbedingt die Band zu hören ist, die man erwartet hatte, als man das Album gekauft hat.“
Trouser Press (USA): „Irgendjemand, wahrscheinlich um die Großzügigkeit der Band zu unterstreichen und die Plattenfirma zu ärgern, ist hier ein bisschen zu weit gegangen. Das wäre ein anderthalb Klassealbum gewesen. […] Epic Records werden wahrscheinlich ziemliche Probleme haben, dieses Album an den Mann zu bringen, schon deshalb weil es nicht besonders zugänglich ist, geschweige denn leicht verdaulich. […] Aber wie bei einem schweren Buch lohnt sich 'Sandinista!' für den, der sich die Mühe macht.“
New York Times (USA): „Künstlerisch ist 'Sandinista!' dennoch fast ein voller Erfolg. Die zunächst abschreckend wirkende Länge von 2 Stunden erweist sich als lustvoll und zielgerichtet durchstrukturiert, geschickt getaktet, um wie bei einem Liveauftritt Atempausen, Humor, Momente der Besinnung und auch Hochenergie-Trommelfeuer zu liefern. […] Vieles auf 'Sandinista!' ist reggae-beeinflusst, aber The Clash experimentieren ebenso mit einer ganzen Palette anderer (meist schwarzer) Stile - Soul, Calypso, Gospel, Blues. Jeder von ihnen integriert in den heiser-rauen Rock der Band statt platt imitiert, und jedes Mal verbunden mit einem passenden sozialen Thema.“
The Village Voice (USA): „Wenn man davon ausgeht, daß dies ihr Schlechtestes ist – was es ist, wie ich finde – dann müssen sie schon, äh, die großartigste Rock'n'Roll-Band der Welt sein.“
Musikexpress (Deutschland): „Das Durchhören aller sechs Seiten ist ein musikalisches Wechselbad, wie man es sich kaum vorstellen kann. Noch nervender wird die Sache dadurch, dass manche Songs wirklich nur höchst mittelmässig sind. Am meisten hat mich allerdings die Frage beschäftigt, wieso sich die Clash nach ihrem hervorragenden 'London Calling'-Album in dieser musikalischen Richtungslosigkeit verlieren. Wollten sie wirklich beweisen, dass sie alles können, hatten sie einfach nur Spass an der Studioarbeit und wollten aus Neugier sehen, wie weit sie gehen können, oder haben sie wirklich die Orientierung verloren?“
Sounds (Deutschland): „(…) Instrumentierung, Arrangement und Sound werden einem Kuddelmuddel geopfert, einem beliebigen Sammelsurium von Stilen, Instrumental- und Effekteinsätzen, die (...) seicht vor sich hinblubbern. (…) der Gerechtigkeit halber: musikalisch ist vieles (…) recht gelungen.“
Flea, der Bassist der Red Hot Chili Peppers, bezeichnet das Album als sein Lieblingsalbum und als bestes Punk-Album aller Zeiten: „Sandinista! markierte nach London Calling den endgültigen Triumph der Freigeistigkeit, und um nichts anderes sollte es bei Punk gehen.“
Sandinista! wurde von der Zeitschrift The Village Voice zum Album des Jahres gewählt.

### Chartplatzierungen
| Chartplatzierung | 99 | 46 | 29 | 26 | 24 | 24 | 39 | 47 | 66 | 66 | 69 | 77 | 95 | 124 | 153 | 151 | 172 | 192 | 191 | 199 |

| Chartplatzierung | 19 | 25 | 25 | 27 | 25 | 30 | 35 | 41 | 50 |

## Titelverzeichnis
- Sofern nicht anders notiert stammen alle Lieder von The Clash.

Seite Eins
1. The Magnificent Seven – 5:28
2. Hitsville UK – 4:20 (Gesang: Ellen Foley)
3. Junco Partner (James Wayne; im Booklet erwähnt als AT PRESENT, UNKNOWN) – 4:53
4. Ivan Meets G.I. Joe – 3:05 (Gesang: Topper Headon)
5. The Leader – 1:41
6. Something About England – 3:42

Seite Zwei
1. Rebel Waltz – 3:25
2. Look Here (Mose Allison) – 2:44
3. The Crooked Beat – 5:29 (Gesang: Paul Simonon)
4. Somebody Got Murdered – 3:34
5. One More Time – 3:32 (The Clash / Mikey Dread)
6. One More Dub – 3:34 (Dub-Version von One More Time; The Clash / Mikey Dread)

Seite Drei
1. Lightning Strikes (Not Once But Twice) – 4:51
2. Up in Heaven (Not Only Here) – 4:31
3. Corner Soul – 2:43
4. Let’s Go Crazy – 4:25
5. If Music Could Talk (The Clash / Mikey Dread) – 4:36
6. The Sound of Sinners – 4:00

Seite Vier
1. Police on My Back (Eddy Grant) – 3:15
2. Midnight Log – 2:11
3. The Equaliser – 5:47
4. The Call Up – 5:25
5. Washington Bullets – 3:51
6. Broadway – 5:45 (Mit einem Epilog von Maria Gallagher, die ein Fragment aus „Guns of Brixton“ singt)

Seite Fünf
1. Lose This Skin (Tymon Dogg) – 5:07 (Gesang: Tymon Dogg)
2. Charlie Don’t Surf – 4:55
3. Mensforth Hill – 3:42 (Enthält Teile von Something About England)
4. Junkie Slip – 2:48
5. Kingston Advice – 2:36
6. The Street Parade – 3:26

Seite Sechs
1. Version City – 4:23
2. Living in Fame (The Clash / Mikey Dread) – 4:36 (Abwandlung von If Music Could Talk, Gesang: Mikey Dread)
3. Silicone on Sapphire – 4:32 (Abwandlung von Washington Bullets)
4. Version Pardner – 5:22 <(Abwandlung von Junco Partner)
5. Career Opportunities – 2:30 (Neue Version, gesungen von Luke und Ben Gallagher)
6. Shepherds Delight (The Clash / Mikey Dread) – 3:25

Bei der Veröffentlichung als Doppel-CD enthält die erste CD die ersten drei Seiten der LPs, die zweite CD die letzten drei.